# 李荊蓀
李荊蓀（1917年2月6日—1988年2月12日），是一位出身無錫、定居臺灣的新聞從業員及白色恐怖受難者。他是新聞雜誌《新聞天地》共同創辦人，曾任《中央日報》駐南京及臺北總編輯、中國廣播公司副總經理、《大華晚報》董事長、《中國時報》主筆等職務。

## 生平
1917年（農曆正月十五）2月6日，李荊蓀出生於無錫；他的父親是家鄉徽州的李靜園，母親是家族世居無錫西村頭的馮氏，他是李家唯一的男孩。四歲時，他的父親逝世，母親於是帶著他遷至娘家依附外祖父。此後，他受外祖父母及姨母舅父教養，並在六歲時入無錫縣立第一小學。畢業後，他突然罹患瘧疾，並因久病不癒而輟學在家自修。
十七歲時，他接獲同學樂毅自福州寫信告知可前往同任《南方日報》校對工作，並開始進入新聞界工作；後來，在報社選拔人才下，他被保送重慶中央政治學校新聞班就讀，並於1940年7月卒業。此後，他曾撰寫文章表達對於梁寒操及蔣經國改革行動的支持，又曾因反對國民政府制訂《出版法》，而遭有關當局斥責並關注。
抗战胜利后，任《中央日报》总社的总编辑。
後來，他在周至柔及黃杰出任臺灣省政府主席都曾被提名擔任臺灣省政府新聞處處長，但都遭國民黨中部分成員反對。稍後，周至柔又在出任國家安全會議主任委員時聘請他與丁中江為其建設計畫委員。當時，周至柔與蔣經國及其各自人馬面臨競爭內閣職位；他在《大華晚報》每周發表的「星期雜感」內容因而成為特務當局關注對象。同時，在臺南新聞界工作的俞棘因白色恐怖案件被捕入獄，情治當局也在整理其人社會關係時發現俞氏早年曾在與李荊蓀為同事，又在俞氏所在搜查到李荊蓀於1948年在南京寫給俞氏的一封信件；當局於是暗示俞棘「立功贖罪」。隨後，俞棘一口咬定李荊蓀與其一同在福建參加過共產黨相關讀書會，並以當時拍攝的的一張合照作為證據。
1970年11月，李荊蓀經臺灣警備總司令部約談後被逮捕，又經日夜連續不停審訊，終於在身心難以支持下被迫供認「加入共黨」；後來，雖然黃少谷、周至柔等人寫信為其擔保其對於國民黨的忠誠，但調查局仍以其已供認不諱為由加以否定拒絕。在長達一年的審訊中，他終於編造完成自己受南京《新民報》女記者浦熙修指揮的故事；當時，調查局的人員曾以死亡威脅其服從配合。
1971年接受公開審判時，他在法庭裡遇見了妻子和新聞同業，並當場推翻先前所編造的供詞，疾聲高呼其所受之冤屈，又在與俞棘對質時對其說道：「良心！良心！」；隨後，軍事法庭當局宣判須加重其所受處分以懲罰其不合作態度，並因而判以無期徒刑。
總統蔣中正逝世後，他被改判有期徒刑十五年。1983年，成舍我、程滄波、胡健中、胡秋原、卜少夫等出身新聞界的立法委員聯名上書總統蔣經國，他因而被由綠島移至台灣仁愛教育實驗所繼續服刑。
1985年11月17日，他被釋放出獄；不久，他應《中國時報》聘請擔任其主筆。
1988年2月12日，他因心肌梗塞逝世。

## 私人生活
他與方佩倩結婚並育有數名子女。

## 語錄
- 「於今遭此不白之冤，夫復可言，本人在失望之餘，決放棄任何上訴機會，以示內心抗議。」[6]

## 紀念
- 1988年3月12日，成舍我、馬星野、卜少夫、耿修業、楊乃藩、葉明勳、丁中江等數十人在臺北組成「李荊蓀先生治喪委員會」，以為其舉行追悼會。[3]